# Alexander McDougall

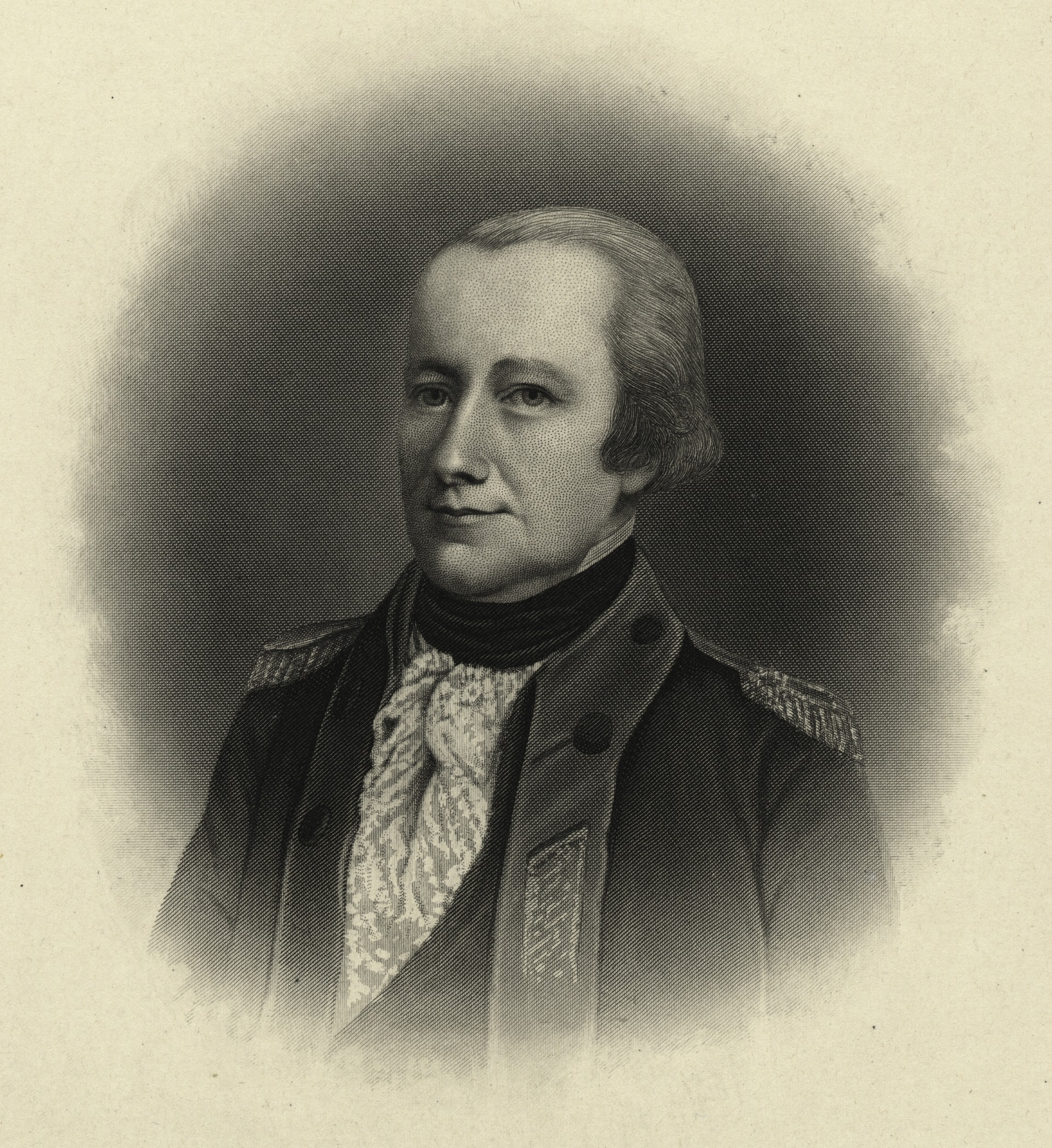
Alexander McDougall

Alexander McDougall (* 1731 auf Islay, Schottland; † 9. Juni 1786 in New York City) war ein US-amerikanischer Offizier und Politiker. Im Jahr 1781 war er Delegierter für New York im Kontinentalkongress.

## Werdegang
Im Jahr 1740 kam Alexander McDougall mit seinen Eltern in die damalige britische Provinz New York. Er war zunächst Auslieferer von Milch. Ab 1745 war er in der Handelsschifffahrt beschäftigt. Während des Siebenjährigen Krieges kommandierte er zwei Freibeuterschiffe, die für die englische Seite französische Handelsschiffe verfolgten und aufbrachten. Nach dem Krieg war McDougall im Handel tätig.
In den 1770er Jahren schloss er sich der Revolutionsbewegung an. Er wurde zwischenzeitlich inhaftiert, weil er Flugblätter gegen die Engländer verteilt hatte. Im April 1775 gehörte er dem Provinzialkonvent seiner Heimat an. Während des Unabhängigkeitskrieges diente er in verschiedenen Funktionen in der Kontinentalarmee. Dabei stieg er bis zum Generalmajor auf. 1781 vertrat er den Staat New York im Kontinentalkongress; von 1783 bis zu seinem Tod gehörte er dem Senat von New York an. Er war auch der erste Präsident der New Yorker Niederlassung der Society of the Cincinnati und außerdem der erste Präsident der Bank of New York. Alexander McDougall starb am 9. Juni 1786 in New York City.